# Swanton Village
Swanton Village ist ein Village in der Town Swanton im Franklin County des Bundesstaates Vermont in den Vereinigten Staaten mit 2328 Einwohnern (laut Volkszählung des Jahres 2020). Das Village Swanton liegt im Nordosten Town Swanton. Eine Strecke der Vermont and Canada Railroad führte nach Swanton Village. Der Missisquoi River fließt in nordwestlicher Richtung durch den westlichen Teil des Villages er mündet wenige Kilometer entfernt im Lake Champlain.

## Geschichte

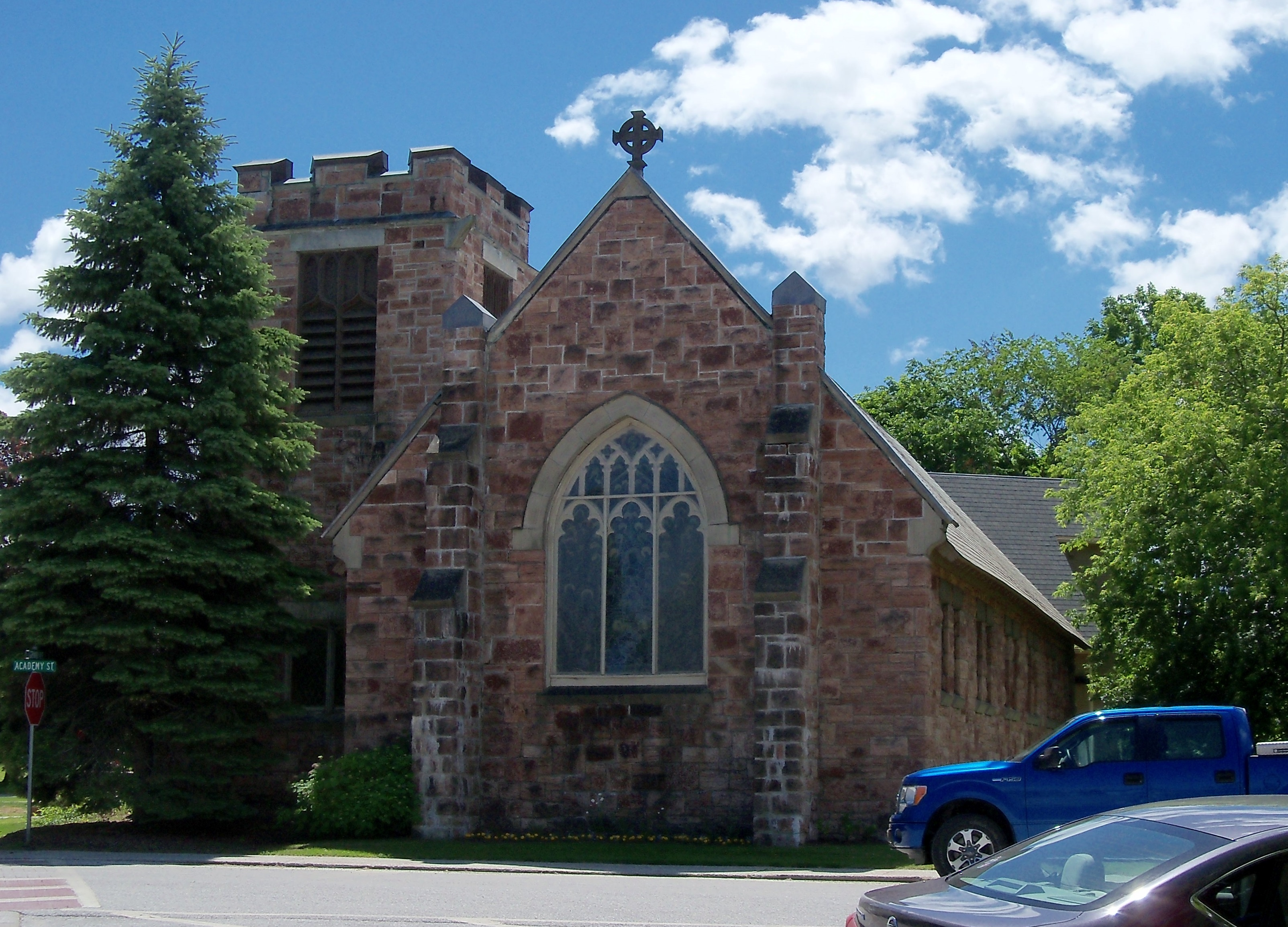
Holy Trinity Episcopal Church

Erste Siedlungsspuren in der Gegend lassen sich bereits 8000 v. Chr. nachweisen. Weitere archäologische Funde belegen die Anwesenheit der heutigen Abenaki im Gebiet ab 800 v. Chr.
Das Village Swanton ist der Hauptsiedlungsbereich der Town Swanton. Es wurde am 27. November 1888 mit eigenständigen Rechten versehen. Es ist das wirtschaftliche Zentrum der Town und hier befinden sich Geschäfte, die Bibliothek, Schulen und Kirchen. Auch das Village green mit den Königlichen Schwänen, ein Geschenk Königin Elisabeth II. aus dem Jahr 1961, liegt hier.
Im National Register of Historic Places sind in Swanton Village die First Congregational Church of Swanton, die Methodist Episcopal Church, die Holy Trinity Episcopal Church und die Swanton School.

### Einwohnerentwicklung
| Jahr      | 1800 | 1810 | 1820 | 1830 | 1840 | 1850 | 1860 | 1870 | 1880 | 1890 |
| --------- | ---- | ---- | ---- | ---- | ---- | ---- | ---- | ---- | ---- | ---- |
| Einwohner |      |      |      |      |      |      |      |      | 1200 | 1878 |
| Jahr      | 1900 | 1910 | 1920 | 1930 | 1940 | 1950 | 1960 | 1970 | 1980 | 1990 |
| Einwohner | 1168 | 1236 | 1371 | 1558 | 1461 | 2275 | 2390 | 2630 | 2520 | 2360 |
| Jahr      | 2000 | 2010 | 2020 | 2030 | 2040 | 2050 | 2060 | 2070 | 2080 | 2090 |
| Einwohner | 2548 | 2386 | 2328 |      |      |      |      |      |      |      |

Volkszählungsergebnisse Swanton Village, Vermont

## Persönlichkeiten

### Söhne und Töchter der Stadt
- Lou Blonger (1849–1924), Salon- und Casinobesitzer und Minenspekulant im Wilden Westen